# Novšići
Novšići (cyr. Новшићи) – wieś w Czarnogórze, w gminie Plav. W 2011 roku liczyła 54 mieszkańców.